# モタ・スポ!
モタ・スポ!はフジテレビ系列で2006年4月11日から2008年9月28日まで放送されていた、モータースポーツ情報番組。主に、F1、フォーミュラ・ニッポン、SUPER GTをメインで扱う。
2006年は毎週火曜日25:38～26:08に全24回放送された（フジテレビでは「メディア工房」の一つとして放送）。2007年はモタスポSとして不定期に放送された（フジテレビでは「登龍門」の一カテゴリ「TRE-SPORT」として放送）なお、地上デジタル放送のEPGでは、「メディア工房」「登竜門」という一番組で表示される。
2005年に放送されたモータースポーツ情報番組、「F1モデル」の後継番組であり、フォーミュラ・ニッポンの地上波レース中継に代わって放送される番組である。

## 内容
- F1、フォーミュラ・ニッポン、SUPER GTのレースダイジェスト、結果。
- フォーミュラ・ニッポン、SUPER GTの現場に出演者が取材。
- モータースポーツのドライバーやスタッフがゲスト出演し、それに関するトークを行う。

## 出演者
- Mie
- 戸部洋子
- 伊藤利尋（スペシャル放送回）